# Condictio
La condictio era un actio con intentio certa esperita nel diritto romano per perseguire crediti di certa pecunia e certa res, ma anche da un punto di vista contrattuale in caso di cosiddette obbligazioni quasi ex contractu (ovvero per quei casi di rapporti obbligatori mancanti di accordo).

## Applicazione contrattuale
Si trattava di un'azione civile in personam non ex fide bona, senza demonstratio e quindi con intentio certa. Ciò significava che la richiesta dell'attore in giudizio era fatta in base ad una fattispecie espressamente prevista dal ius civile, per la quale non c'era alcun bisogno di rinviare ad alcuna spiegazione su ciò che il convenuto avrebbe dovuto dare o fare. La condictio presupponeva una datio - intesa come trasferimento di diritti reali - da parte dell'attore, nonché una ragione valida per cui il convenuto non dovesse più trattenere la cosa e dovesse ritrasferirgliene la proprietà. Ciò che era stato dato, doveva perciò essere restituito, anche nel tantundem (ovvero nell'equivalente). In particolare questa azione per la ripetizione del dato era impiegata per la persecuzione dei crediti da mutuo (actio o condictio certae creditae pecuniae, condicito triticaria, condictio certae rei).

## Applicazione extracontrattuale
Nel caso, invece, ci fosse stata una datio per causa inesistente o essa fosse venuta a mancare, ecco che ci sarebbe stato un ingiustificato arricchimento ai danni dell'altra parte e si sarebbe perciò impiegato la condictio come rimedio contro il difetto di causa nei negozi astratti di trasferimento:
- chi trasferiva nell'erronea convinzione di esservi obbligato (solutio indebiti), perseguiva l'accipiens con la condictio indebiti.
- chi effettuava una datio a causa di dote prima del matrimonio poi venuto a mancare, agiva nei confronti del marito tramite condictio.
- chi effettuava una donazione mortis causa e poi sopravviveva al donatario avrebbe agito con condictio.
- chi effettuava una datio ob rem nei contratti innominati aveva a disposizione per la restituzione la condictio causa data causa non consecuta (o ob rem datam non secutam)[1]
- così ancora per la condictio che si dava a colui il quale avesse compiuto una datio per una causa illecita e che fu detta condictio ob turpem vel iniustam causam.